# Erik Poppe
Erik Poppe, född 24 juni 1960 i Oslo, är en norsk filmregissör, manusförfattare och fotograf. Poppe studerade vid Dramatiska Institutets fotolinje. Han är medarbetare i produktionsbolaget Paradox och har varit fotograf för tidningen VG. Poppe har tilldelats Filmkritikerpriset tre gånger.

## Regi i urval
- 2002 – Brigaden (TV-serie)
- 2004 – Hawaii, Oslo
- 2008 – De osynliga (De usynlige)
- 2013 – Tusen gånger god natt (Tusen ganger god natt)
- 2016 – Kungens val (Kongens nei)
- 2018 – Utøya 22 juli (Utøya 22. juli)
- 2021 – Utvandrarna

## Filmfoto
- 1995 – Eggs
- 1995 – Love & Hate. European Stories
- 1996 – Jakten på njurstenen (Jakten på nyresteinen)